# Mohr Gedeon
Mohr Gedeon (Kassa, 1911. július 21. – Kassa, 1974. november 23.) író, történész.

## Élete
1934-ben Pozsonyban végzett az evangélikus teológia szakon. 1934–1974 között Klazányban, 1940-1948 között Kassán (már 1938-tól segédlelkészként), Menguszfalván, majd Gömörhosszúszón szolgált lelkészként.
A Szlovákiai Magyar Evangélikus Ifjúsági Szövetség egyik elnöke volt. 1938-ban jelölték a pozsonyi magyar evangélikus lelkészi állásra, de azt nem pályázta meg. 1941-ben emléktáblát avattak Kassán. Elbeszélései, tanulmányai, művészettörténeti írásai szlovákiai magyar lapokban jelentek meg. Több tanulmánya és történelmi regénye kéziratban maradt.
Rokona volt Mohr Gyula (?-1942) szepeslomnici lelkész és Mohr Szilárd ménhárdi lelkész.

## Művei
- 1940 Kerekes György (ifjúsági regény)
- 1943 Hirdetek néktek nagy örömet (egyházi beszédek)
- 1947 A nagy törés. Evangélikus Theologia 1947/6
- 1954 A magyar evangélikusság története a mai Szlovákia területén (kézirat)
- 1975 Cili és Biti. Szabad Földműves 1975. december 6.